# Acacia paula
Acacia paula là một loài thực vật có hoa trong họ Đậu. Loài này được Tindale & S.J.Davies miêu tả khoa học đầu tiên.